# Кугельберг, Бьёрн
Бьёрн Фредрик Арвид Кугельберг (швед. Björn Fredrik Arvid Kugelberg; 9 февраля 1905, Карлскруна — 27 октября 1980, Хельсингборг, Мальмёхус) — шведский легкоатлет, выступавший в беге на короткие и средние дистанции, и спортивный стрелок. Участник летних Олимпийских игр 1928 года.

## Биография
Бьёрн Кугельберг родился 9 февраля 1905 года в шведском городе Карлскруна.
В юности проявил себя в спортивной стрельбе, завоевав в 1921 году национальные соревнования в своей возрастной категории.
Выступал в легкоатлетических соревнованиях за шведские «Линдесберг» и «Мальмё» и немецкий «Шарлоттенбург» из Берлина. 14 раз выигрывал медали чемпионата Швеции: в беге на 100 метров завоевал золото (1931) и две бронзы (1927—1928), в беге на 200 метров — золото (1931), два серебра (1928, 1932) и две бронзы (1929—1930), в беге на 400 метров — золото (1932) и бронзу (1931), в эстафете 4х100 метров — золото (1928), два серебра (1929, 1932) и бронзу (1931).
В 1928 году вошёл в состав сборной Швеции на летних Олимпийских играх в Амстердаме. В беге на 200 метров выиграл забег 1/8 финала с результатом 22,4 секунды, занял 2-е место в четвертьфинале и последнее, 6-е место в полуфинале (22,6), уступив 0,6 секунды попавшему в финал с 3-го места Джонни Фицпатрику из Канады. В эстафете 4х400 метров команда Швеции, за которую также выступали Бертиль фон Вахенфельдт, Эрик Бюлен и Стен Петтерссон, заняла 2-е место в полуфинале с результатом 3 минуты 21,2 секунды и 4-е место в финале (3.15,8), уступив 1,6 секунды завоевавшей золото сборной США. Также был заявлен в беге на 400 метров, но не вышел на старт.
В 1936 году стал президентом клуба «Борленге».
В 1939 году стал чемпионом Швеции по стрельбе.
Умер 27 октября 1980 года в шведском городе Хельсингборг. Похоронен на Восточном кладбище Мальмё.

## Личные рекорды
- Бег на 100 метров — 10,6 (5 июля 1929, Берлин)[9]
- Бег на 200 метров — 21,9 (7 июля 1928, Стокгольм)[3][9]
- Бег на 400 метров — 49,2 (28 июня 1931, Мальмё)[3][9]